# 刑事・鳴沢了シリーズ
『刑事・鳴沢了シリーズ』（けいじ・なるさわりょうシリーズ）は、堂場瞬一による日本の警察小説のシリーズ。

## 概要
スポーツ小説『8年』がデビュー作だった著者が第2作目として発表したのが、シリーズ第1作目の『雪虫』である。
サツ回り（警察署）担当の元新聞記者という経歴が活かされた作品である。また、高校時代ラグビー部のキャプテンをしていたという過去も、主人公・鳴沢了の人物像の一部に反映されている。
中公文庫より全10作と番外編の短編集1冊が刊行されている。

## 書誌情報
1. 雪虫 刑事・鳴沢了（2004年11月25日、ISBN 4-12-204445-6）
2. 破弾 刑事・鳴沢了（2005年01月25日、ISBN 4-12-204473-1）
3. 熱欲 刑事・鳴沢了（2005年06月25日、ISBN 4-12-204539-8）
4. 孤狼 刑事・鳴沢了（2005年10月25日、ISBN 4-12-204608-4）
5. 帰郷 刑事・鳴沢了（2006年02月25日、ISBN 4-12-204651-3）
6. 讐雨 刑事・鳴沢了（2006年06月25日、ISBN 4-12-204699-8）
7. 血烙 刑事・鳴沢了（2007年02月25日、ISBN 978-4-12-204812-6）
8. 被匿 刑事・鳴沢了（2007年06月25日、ISBN 978-4-12-204872-0）
9. 疑装 刑事・鳴沢了（2008年02月25日、ISBN 978-4-12-204970-3）
10. 久遠 刑事・鳴沢了（2008年06月25日、上巻：ISBN 978-4-12-205086-0、下巻：ISBN 978-4-12-205087-7）
11. 七つの証言 刑事・鳴沢了外伝（2012年2月25日、ISBN 978-4-12-205597-1）

## 各巻あらすじ
雪虫（ゆきむし）
冬も押し迫った晩秋の頃、湯沢で78歳の老女の刺殺体が発見された。怨恨か、通り魔による犯行かと捜査が行き詰る中、刑事の鳴沢了は、その老女が50年前新興宗教『天啓会』の教祖だったこと、同じ頃信者の一人が殺人事件を起こしていたことを突き止める。2つの事件は関連していると確信する了だが、当時の資料は一切残っておらず、当時現役だったはずの祖父は事件を「覚えていない」と言い、捜査本部長の父も関連性を認めようとせず、了を事件から遠ざけようとする。50年という長い歳月に阻まれながら、時を超えた犯罪に了が挑む。
- 大西海：魚沼署の新米刑事。了と組むことになる。了からは海（うみ）君と呼ばれる。高校まで佐渡で過ごした。
- 鳴沢宗治：了の父親。魚沼署の署長。今回の事件の捜査本部長を務める。
- 本間あさ：78歳。刺殺される。年金と祈祷師まがいのことをして生計を立てていた。50年前に『天啓会』という新興宗教の教祖をしていた。
- 長瀬龍一郎：東日新聞の新米記者。前年に著作『烈火』がベストセラーになった小説家でもある。
- 鳴沢浩次：了の祖父。79歳。現在も部下から慕われている。
- 石川喜美恵：新潟銀行に勤めるOL。了が中学時代好きだった女の子。
- 佐藤文治：魚沼興産というガソリンスタンドのチェーンの元経営者。容疑者の似顔絵に似ている、と喜美恵が連絡してきた。

破弾（はだん）
故郷を捨てた了は、警視庁の採用試験を受け、多摩署に配属されていた。コネで受かった、と噂され、ろくに仕事も任されないまま、資料室で過去の未解決事件を読み漁る毎日を送っていた。そんなある時、ようやく回してもらった仕事は、ホームレスが襲撃された傷害事件。現場に赴くと、既に到着していた同僚の小野寺冴から、被害者が姿を消した、と伝えられる。
被害者不在のまま捜査を進める了と冴だが、新たに殺人未遂事件が発生する。2つの事件の被害者は過去に、同じセクトに所属し学生運動に興じていた共通点があった。内ゲバか、との疑いを持った了と冴だが、2つの事件に関連性はないとして、2人は引き続きホームレス襲撃事件の調査を命じられるも、事件は暗礁に乗り上げてしまう。
- 小野寺冴：30歳、了と同期。過去に新聞沙汰になる不祥事を起こし、一課内で孤立している。
- 山口哲：公安一課所属。別の刑事の紹介で、了に協力。
- 沢口裕生：45歳。了が大学時代所属していたラグビー部のOB。留学する友人の家を了に貸してくれた。面倒見が良く、世話好きな性格。中学校の教師。
- 片平真司：ホームレス襲撃の手掛かりとなる、シカゴ・カブスの野球帽をかぶっていたアメリカ帰りの少年。後に重要な目撃証言をする。
- 沢ちゃん：傷害事件に遭ったと思われるホームレス。通報者が現場に戻ると、既に姿を消していた。
- 岩隈哲郎：45歳。ホームレス。居場所は点々としている。自称・物書き。了に近づき、情報を小出しに与える。

熱欲（ねつよく）
殺人などの凶悪事件を追うことだけが使命だと思っていた了だが、配転先の青山署では生活安全課に配属され、被害者が続出しているマルチ商法の詐欺事件の内偵をすることとなる。ゆるゆるとした捜査法にも納得がいかないまま、内偵を続けるが、他人を勧誘することで、被害者がともすれば加害者ともなりうるマルチ商法の実態は掴み難く、捜査は難航する。そんな中、匿名で情報提供者が現れ、事件の頂点に大物詐欺師が何人も絡んでいることや、ニューヨークのチャイニーズマフィアの存在も浮かび上がる。了の過去のトラウマからの解放と新たな一歩を描く作品。
- 横山浩輔：生活安全課の先輩刑事。了と共にK社事件の内偵をする。
- 太田：了にK社の情報を提供する。
- 浦田元：太田が了に紹介した内通者。太田に説得され、警察に協力することを決意した。
- 河村沙織：夫のDVに悩み、青山家庭相談センターに身を寄せている女性。
- 河村和郎：沙織の夫。JRプランニングという会社に勤めている。

孤狼（ころう）
一人の刑事が自殺し、また一人の刑事が失踪した。
晴れて刑事課に戻った了は、本庁の沢登理事官から、別の署の今（こん）という刑事と共に、特命の極秘捜査を命じられる。失踪した戸田という刑事を見つけ出すことが沢登の命だ。調べれば調べるほど謎は深まり、捜査を妨害しようとする謎の集団まで現れ、その影は優美らの元まで忍び寄る。しかも彼らは、身内、警察組織の人間だった。事件の裏に見え隠れする『十日会』という謎の組織の正体とは、そもそも捜査の目的とは何なのか。警察内部の腐敗した闇が暴かれる。
- 今敬一郎：練馬北署の刑事。巨漢で体重は255ポンド。大食漢で、好きな言葉は「奢り・大盛り・お代わり」。いずれは警察を辞め、実家の寺を継ぐことを考えている。冴とは、機捜時代の同僚で、犬猿の仲。
- 沢登：警視庁の理事官。しがらみがないから、という理由で鳴沢と今に特命の捜査を命じる。
- 堀本正彦：自殺した（と断定された）刑事。世田谷東署生活安全課の刑事。自宅以外にアパートを借りていた。
- 石動：戸田の行方を追う鳴沢に電話をかけてきた正体不明の人物。鳴沢たちの動きを逐一知っている。
- 小野寺冴：了の多摩署時代の相棒。現在は私立探偵。
- 鳴沢宗治：了の父親。胃癌が見つかり、療養を挟みながら仕事を続けている。『十日会』の存在を知っている。
- 新藤則昭：窃盗の常習犯。62歳。後に重要な証言をする。
- 長瀬龍一郎：東日新聞の記者。現在は本社勤めで、渋谷・世田谷・目黒のサツ回り担当。

帰郷（ききょう）
確執の続いていた父が病死した。忌引で新潟に戻った了の元に、葬儀の翌日、一人の青年・鷹取正明が訪ねてくる。
鷹取は、15年前の殺人事件の被害者の一人息子だった。奇しくも、父の葬儀当日がその事件が時効を迎えた日だった。正明は、時効を迎えたその事件の犯人は、当時の最有力容疑者だった羽鳥だ、と断言しその証拠を見つけて欲しい、と了に頼んできた。
その事件が、父唯一の未解決の事件だったこともあり、父の無念を晴らすため、父の鼻を明かすため、自分の思いと葛藤しながらも、了は捜査に乗り出す。新潟では何の権限もない了に、やはり捜査は妨害される。父が残していた備忘録を元に、限られた時間の中で捜査を続ける了だが、正明と羽鳥に関する不可解な証言が次々と浮かび上がる。
- 鷹取洋通：15年前に殺害された男。大学の経済学部の助教授。環境保護のNPO団体・アースセーブ新潟の設立者。
- 鷹取正明：洋通の一人息子。宗治の葬儀の翌日、了を訪ね、時効を迎えた事件の真相究明を迫る。羽鳥が犯人だと訴える。事件当時12歳。
- 羽鳥美智雄：洋通とは高校時代からの友人で、同じ大学の助教授だった。事件の半年後大学を辞し、洋通の意志を継ぐ形でアースセーブ新潟を設立する。
- 安藤忠志：了の警察学校の同期。面識はなかった。交通課を経て、長年希望していた刑事課に配属された。了を執拗に敵視する。
- 大西海：了の新潟時代の後輩刑事。現在は中署勤務。安藤に対象が了だとは知らされずに、尾行するよう指示されたが、安藤の刑事としての素質に疑問を持っている。
- 緑川聡：元新潟県警刑事。定年退職し、現在は警備会社に勤めている。当時、捜査本部にいた。

讐雨（しゅうう）
連続少女誘拐殺人事件の最後の裏付け捜査を終え、署へ戻る途中だった鳴沢了と相棒の萩尾聡子。2人が乗る車の目の前で、一台の車が爆破する。幸い死者は出ず、鳴沢と萩尾も軽傷で済む。
署へ帰った2人は、雑務処理中『間島を釈放しろ。さもないと爆発は続く。』と書かれた脅迫状が届いていたことに気付く。更に、手紙に続き、同じ内容の電話もかかってきた。「間島」とは、連続少女誘拐殺人事件の犯人。捜査も大詰めとなり、解散直前に迫った捜査本部は再び慌ただしくなる。そして、恐れていた2度目の爆発事件が発生する。
- 萩尾聡子：了の同僚。既婚者。二児の母。署内での愛称は「ママ」。要人警護に就いていたことがある。
- 石井敦夫：警視庁捜査一課の警部補。普段から厳しい顔つきで、笑顔をほとんど見せない。刑事歴15年のベテラン。過去に一人娘を殺されており、間島事件に異様な怒りと執着を見せる。
- 間島重：1カ月の間に、3人の女児を誘拐・殺害、死体損壊・遺棄の罪で逮捕された。
- 高橋：脅迫者を自称する男。刑事課に電話をかけてくる。
- 栗岡正志：浜村組（ヤクザ）の一員。27歳。3度目の爆破現場から指紋が検出された。
- 榎本：浜村組の下部組織・平岡会の若頭。
- 畑山あおい：榎本の内縁の妻。32歳。一児の母。

血烙（けつらく）
- 内藤七海︰NY市警刑事。優美の兄。鳴沢の親友
- トミー・ワン：チャイニーズマフィア幹 部。七海の宿敵
- チャーリー・ワン：トミー・ワンの甥
- アイリス・ワン：トミー・ワンの娘
- ジェイク：アイリスの息子
- ミケーレ・エーコ：愛称ミック。NY市警刑 了の相棒
- ジャック・オブライエン：NY市警刑事
- B・J・キング：アトランタ市警刑事 ホセ・カブレラ マイアミの私立探偵
- ウォルター・オートン：FBI捜査官　　　
- 内藤優美 ：鳴沢の恋人
- 内藤勇樹：優美の息子

被匿（ひとく）
- 鳴沢 了：西八王子署の刑事
- 畠山悠介：衆院議員。 水死体で発見
- 城所智彦：多摩歴史研究会幹事
- 片桐雅治：消防署員
- 片桐妙子：片桐の妻
- 長瀬龍一郎：東日新聞の記者
- 長瀬勝也：龍一郎の祖父。元都議会議員
- 長瀬善：龍一郎の父。 東日新聞社員
- 長瀬清子：龍一郎の母。 25年前に死亡
- 権藤：建設会社会長。 畠山の後援会会長
- 大崎新一 ：権藤の運転手
- 大崎有里 ：大崎の娘。 看護師
- 藤田心：警視庁捜査一課刑事
- 新井：警視庁捜査一課班長
- 野崎 順司：東京地検特捜部検事
- 内藤優美：鳴沢の恋人
- 内藤勇樹：優美の息子
- 内藤七海：優美の兄。 鳴沢の親友

疑装（ぎそう）

久遠（くおん）

七つの証言 刑事・鳴沢了外伝（ななつのしょうげん）

## 登場人物

### 主人公
鳴沢 了（なるさわ りょう）
祖父と父も刑事で、自身も幼い頃に祖父から捕り物話を聴かされて育ち、幼くして刑事になった。「刑事になるために生まれてきた」のではなく、「刑事として生まれてきた」と言うほど刑事としての仕事に誇りを持っており、正当な理由と権力を持って人が人を狩ることに快感を覚えている。また、被害者に感情移入することで犯人を追う原動力とする。24時間・365日、一時として自身が刑事であるということを忘れない。厳しい倫理観の持ち主で、どんな小さな犯罪も見逃ない。それは身内、警察関係者に対しても同様である。
父もそうだったように、中学校までは地元で、高校・大学は東京で一人暮らしをしていた。中学時代はバレーを、高校・大学時代7年間はラグビーをしていた。大学時代、アメリカへ1年間留学していたため、英語は堪能。
大学卒業後、新潟県警の採用試験を受けた時、人事課にいた父が裏で手を回し不採用にしようとした、また刑事課に配属される時も父が妨害工作をしたという噂がまことしやかに流れている。父には直接確かめることができないまま、確執が続いていたが、「孤狼」にて警察内部の腐敗した闇を一掃する際助言を受け、父子関係は雪解けに向かった。ただ、その時には父は既に病床に臥せっており、間もなく死亡した。
刑事になる前は、体のことも一切構わずに、酒を大量に飲んでいた時期もあった。刑事になってからは、生涯刑事として現場で働きたいと考え、飲酒・喫煙は一切せず、炭酸飲料も摂らない。またコーヒーなども利尿作用が高いとして、滅多に摂らない。腕には、就職祝いにと祖父から譲ってもらったオメガの腕時計をしており、毎朝出勤前に時間を調整している。
父も祖父も若くして伴侶を亡くしたことから、結婚については臆病である（相手もいないが）。「雪虫」において、祖父の自殺を見届けたことを「見殺しにした」とトラウマを感じていたが、「熱欲」にて出会った友人の妹・優美にその全てを告白し、トラウマからは解放された。優美とはその後恋人同士になる。今まで子どもとまともに接した機会が無かったため、優美の息子・勇樹に懐かれた時には顔が引きつってしまうほど戸惑いを見せたが、交際を開始してからは2人でツーリングに出かけるなどしている。
食事も、了にとっては、現場で倒れないための栄養補給に過ぎなかったが、優美と出会ってからは規則正しい食事の機会が増えたため、体型維持のためのトレーニングの量が増えることとなった。
2009年から始まった「警視庁失踪課・高城賢吾シリーズ」の第4作「漂泊」に名前が登場し、警視庁内では独断専行、単独捜査が好きで、何でもない事件に首を突っ込んで大騒ぎにしてしまう男であることや、「鉛筆を電柱に変えてしまう男」と揶揄されていることが明かされる。
所属
西新潟署（29歳、「雪虫」）→多摩南署（30歳、「破弾」）→青山署生活安全課（31歳、「熱欲」）→青山署刑事課（32歳-33歳、「孤狼」-「帰郷」）→東多摩署（34歳、「讐雨」）→NYPDにて研修（「血烙」）→西八王子署（「秘匿」「偽装」「久遠」）
愛車
ゴルフのIII型（「破弾」まで）→ヤマハ・SR（「熱欲」より）・レガシィ（「帰郷」より）

### 家族
鳴沢 宗治（なるさわ むねはる）
了の父親。32歳の時に妻を交通事故で亡くしている。『雪虫』の時点で新潟県警魚沼署の署長。過去に警察庁に出向していたこともある。刑事部長に昇進するが、胃癌が見つかり、『帰郷』にて死亡。
かつては「捜一の鬼」（捜一=捜査一課）と呼ばれた刑事で、その視線は氷よりも冷たいと評された。理詰めの捜査法を好み、いわゆる「刑事の勘」はあまり信用していなかった。事件の解決率は実に99%、未解決の事件はたった1件（「帰郷」参照）であった。
人事課にいた時に、採用試験を受けた了を不採用にしようとした、と噂があり息子とはほとんど口を利かない。
鳴沢 浩次（なるさわ こうじ）
了の祖父。27歳の時に妻が病死する。了と宗治の不仲を気にかけている。
終戦後、知り合いの伝を頼って警察官になった。昭和29年に刑事になり、退職まで捜査一課一筋。捜査一課長から、最終的には所轄署の署長まで務めたが、部下からは一課時代の名残で「課長」と呼ばれる。人心掌握術に長け、部下からの信頼も厚く、引退後ある事件で負傷した際には、当時の部下らが病院に大挙して押し寄せた。「仏の鳴沢」の異名を取り、被疑者の取り調べで落ちなかった者はおらず、かと言って決して恨まれることもなかったという。「仏の鳴沢」とは、彼自身の人柄を示すものではなく、彼の取調べを受けた被疑者らが完全自供し、心から反省し、更生することから。
刑事になりたての時にある事件に関わり、真相を隠蔽した。50年経過した時に、了がその事実に辿り着き、自ら命を絶つ。享年79。（「雪虫」参照）

### 交友関係
内藤 七海（ないとう ななみ）
了のアメリカ留学時代のルームメイト。現在はニューヨーク市警の刑事。了と優美の仲や、日本で起こっている事件を心配し、事あるごとに了に電話をしてくる。両親を殺害したチャイニーズマフィアを追っている。
内藤 優美（ないとう ゆみ）
七海の妹。日系二世。実業家と学生結婚し、一児・勇樹をもうけるが、夫に暴力を振るわれるようになり、離婚。勇樹を連れ、日本の祖母の下に身を寄せる。
大学時代、心理学を専攻していた学歴と、DVを受け離婚した経験から、同じ境遇の女性を助けるNPO団体「青山家庭相談センター」の所長をしている。そこで、事件を通じて了と出会う。
了のことは当初、役に立たない警察官の一人としか見ていなかったが、事件に真摯に対応し、犯罪者に憤る姿に惹かれていく。兄や祖母のお膳立ても多少功を奏し、了と恋人同士になる。
「帰郷」にて、アメリカにいた頃の友人から、勇樹にテレビドラマ出演のオファーが入り、了とは遠距離恋愛の状態である。「讐雨」では、本格的に弁護士の資格を取りたいと考えるようになる。
内藤 勇樹（ないとう ゆうき）
優美の息子。伯父・七海が野球選手として未来を嘱望されていたことを知っており、彼を尊敬すると共に、自身も野球が好き。人懐っこい性格で、了にもすぐに懐いた。
アメリカの人気ホームドラマに出演することが決まり、優美と共にアメリカへ。
内藤 タカ（ないとう たか）
七海と優美の祖母。麻布十番の邸宅に優美と二人暮らし。礼儀作法に厳しい。優美と了の仲を気にする。
小野寺 冴（おのでら さえ）
「破弾」より登場。多摩署に配属される前は、新宿署、機捜、渋谷署を経験してきた。
背が高く、容姿端麗。母親はモデルにさせたかったが、小学5年生の時に火事に遭い負傷。火傷の痕が残っており、モデルの道を諦める。刑事になったのは、火事の時にたまたま非番だった隣人の刑事が助けてくれたためで、彼に憧れの感情を抱いていたからである。愛車はインプレッサ。
その後、警察を辞め、私立探偵となる。

## テレビドラマ

### テレビ東京版
『警部補・鳴沢了〜破弾〜』は、2005年3月16日にテレビ東京系列・BSジャパン共同制作の「女と愛とミステリー」で放送された。主演は渡瀬恒彦。
原作は第2作「破弾」。

#### キャスト（テレビ東京版）
- 鳴沢了（警視庁多摩警察署刑事課 警部補） - 渡瀬恒彦
- 小野寺冴（警視庁豊島警察署 刑事） - 藤谷美紀
- 伊村哲夫（警視庁多摩警察署刑事課 刑事） - 高知東生
- 藤本浩志（警視庁多摩警察署刑事課 刑事） - 北原雅樹[1]
- 吉村菊枝（鳴沢の元妻・受刑者） - 辻沢杏子
- 関沼昭雄（警視庁豊島警察署組織犯罪対策課 刑事） - 大村波彦
- 石田弘（警視庁捜査一課 刑事） - 千田孝康
- 林徹二（警視庁捜査一課 刑事） - 若林謙
- 江上憲明（窃盗犯） - 諏訪太朗
- 橘正一郎（菊枝に殺された男） - 国枝量平[2]
- 監察医 - 河田義市[3]
- レストラン店長 - 田村義晃[4]
- 宗倉信治（響子の夫・娘の香織が死んだ半年後自殺） - 山崎進哉
- 武田雅弘（暴力団組員） - 戯武尊[5]
- 警視庁多摩警察署刑事課 刑事 - 山田アキラ
- 鳴沢こうじ（鳴沢と菊枝の息子・心臓の持病で死亡） - 松澤傑
- 友川拓也（友川と由紀恵の息子） - 吉田悠真[6]
- 米村桂三（長野県警松本中央警察署 刑事課長） - 秋野太作
- 平野房江（友川家の近所の主婦） - 中村万里
- 久保田玲子（「GALLERY KUBOTA」店主） - 宮崎彩子[7]
- 村井秀美（武田の愛人） - 江口ナオ
- 友川由紀恵（友川の妻・病死） - 赤間麻里子
- 田辺弥生（花屋「フラワーファミリー」店員） - 真帆[8]
- レストラン店員 - 廣瀬佳子
- アパート大家 - 前沢保美
- 看護婦 - 奥田由美[9]
- 宗倉香織（宗倉と響子の娘・8年前 流れ弾に当たり死亡） - 山本乃綾[10]
- 瓜生昇（2か月前に長野刑務所を出所した男） - 保積ぺぺ
- 友川恭一（木版画家） - 伊藤洋三郎
- 刀根高志（警視庁捜査一課 警部） - 深水三章
- 筧秀行（警視庁多摩警察署刑事課 課長） - 石丸謙二郎
- 新見響子（花屋「フラワーファミリー」店主・友川の恋人・旧姓「宗倉」） - 涼風真世

#### スタッフ（テレビ東京版）
- 脚本 - 坂田義和
- 演出 - 吉田啓一郎
- 製作 - テレビ東京、BSジャパン、東北新社

### フジテレビ版
2010年5月29日に、第6作「讐雨」が『刑事・鳴沢了〜東京テロ、史上最悪の24時間〜』のタイトルでフジテレビ系「土曜プレミアム枠」で放送された。視聴率11.3%。
2011年5月20日に第2弾『刑事・鳴沢了2〜偽りの聖母〜』がフジテレビ系「金曜プレステージ」にて放送。ストーリーは第1作「雪虫」をベースとしており、了が新潟県警にいた時の物語で、前作より過去を描くオリジナルである。

#### キャスト（フジテレビ版）

##### 主人公（フジテレビ版）
鳴沢了
演 - 坂口憲二（幼少期：中島凱斗〈第2弾〉）
経歴：新潟県警捜査一課（第2弾）
→ 警視庁阿佐ヶ谷警察署（第1弾）
刑事。

##### ゲスト（フジテレビ版）
第1弾「東京テロ、史上最悪の24時間」（2010年）
- 萩尾聡子（警視庁刑事・鳴沢了の相棒） - 矢田亜希子
- 江戸（警視庁刑事） - ゴリ（ガレッジセール）
- 亀井裕子（鑑識官） - YOU
- 間島重（連続女性殺人鬼） - 鈴木一真
- 神田保（被害者遺族） - 水橋研二
- 榎本（平岡会） - 福田転球
- 武藤（刑事） - 増田修一朗
- 高木（刑事） - 中井良
- 滝川（刑事） - 吉田夏海
- アナウンサー - 生野陽子
- 鳥飼浩輔（警視庁阿佐ヶ谷警察署 課長） - 浅野和之
- 川端博仁（法務省） - 長谷川初範
- 神田の妻 - 山口知紗
- 警官 - 田中裕士
- 爆対B - 芹澤興人
- 久留米正一（警備局長） - 寺島進
- 石井敦夫（管理官） - 遠藤憲一
- 伊崎（本庁組織対策四課 刑事） - 竹中直人
- 渡辺和洋、吉見一星、崎山凛、森田美恵、土井よしお、吉家章人、迫田孝也、近藤奈保紀、金井潤音、芦田昌太郎、恩田括、佐々木卓馬、富山奈央子、紀伊修平、中野史深、本城愛

第2弾「偽りの聖母」（2011年）
- 大西海（刑事課） - 勝地涼
- 新谷寛英（新潟県警捜査一課 刑事） - 田中要次
- 川田久美子（児童養護施設「ひだまり学園」職員） - 濱田マリ
- 畑宮（管理官） - 野村宏伸
- 田村（新潟警察署 署長） - 浜田晃
- 菅原康介（新潟県警捜査一課 刑事） - 渡邉紘平
- 三宅直也 - 小磯勝弥
- 高嶋徳郎（清美の秘書） - 小松和重
- 高村智幸（職員・鳴沢了の幼馴染） - 少路勇介（幼少期：鏑木海智）
- 平沼正志（児童養護施設「ひだまり学園」園長） - 徳井優
- 岡安幹生（建設会社社長） - 佐戸井けん太
- 相馬孝弘（児童相談所職員） - 滝藤賢一
- 今野広和（冒頭の立てこもり犯） - 飯尾和樹（ずん）
- 看守 - 芳野史明
- 記者 - 仲田敬治
- SP - 松林栄一
- 刑事 - 中倉健太郎
- イベント会場の司会者 - 河合風花
- 子供B - 大嶋康太
- 大島洋一（新潟県議会議員） - 藤田栄作
- 佐伯紀子（新潟県警捜査一課 係長・鳴沢了の上司） - かたせ梨乃
- 鳴沢宗治（鳴沢了の父・現新潟県警 刑事部長） - 石橋凌
- 鳴沢浩次（鳴沢了の祖父・元新潟県警捜査一課 刑事） - 大滝秀治
- 小山内清美（新潟県知事） - 大地真央
- 成瀬勝也、森富士夫、山崎海童、和田啓作、樋口綾、市川葵、児島功一、若狭勝也、麻倉卓也、横江泰宣、小森敬仁、正木俊和、涼香、中島凱斗、鏑木海智、稲垣鈴夏、小林海人、原正幸、横山幸汰、渡辺隼斗、西村亮海

#### スタッフ（フジテレビ版）
- ナレーション - 針谷桂樹（1）、小谷公一郎（2）
- 脚本 - 十川誠志
- 演出 - 山本剛義
- エンディングテーマ - レディオヘッド「I Might Be Wrong」
- 選曲 - 石井和之
- 警察監修 - 飯田裕久（1）、伊藤鋼一（2）
- 企画調査協力（1） - 酒巻浩史
- 演出補 - 中前勇児、瀬古裕樹、河村毅
- 特殊メイク - 江川悦子
- スタントコーディネイト - カラサワイサオ
- ガンエフェクト - BIGSHOT（1）、パイロテック（2）
- カースタント - タカハシレーシング
- 技術協力 - フォーチュン
- 美術協力 - フジアール
- CG - マリンポスト
- 編集・MA - ブル
- 企画 - 濱潤
- プロデュース - 浅野敦也
- 制作 - フジテレビ
- 制作著作 - ドリマックステレビジョン

#### 放送日程
| 話数 | 放送日        | サブタイトル                                                                                            | 原作     | 脚本     | 演出     | 視聴率 |
| ---- | ------------- | --- | -------- | -------- | -------- | ------ |
| 1    | 2010年5月29日 | 東京テロ、史上最悪の24時間 不死身の刑事VS青梅新宿…連続爆破テロ犯 人質は都民1300万人！迫るタイムリミット | 「讐雨」 | 十川誠志 | 山本剛義 | 11.3%  |
| 2    | 2011年5月20日 | 偽りの聖母 美しすぎる女知事VS親子三代敏腕刑事！ 謎の連続殺人に秘められた女の愛憎劇 死に彩られた闇の園   | 「雪虫」 | 酒巻浩史 | 山本剛義 | 11.7%  |

- 視聴率はビデオリサーチ調べ、関東地区・世帯